# 샤오미 12
샤오미 12는 2021년 12월 28일에 공개된 샤오미의 안드로이드 스마트폰이다.